# Dichapetalum leucosia
Dichapetalum leucosia är en tvåhjärtbladig växtart som först beskrevs av Spreng., och fick sitt nu gällande namn av Adolf Engler. Dichapetalum leucosia ingår i släktet Dichapetalum och familjen Dichapetalaceae. Inga underarter finns listade i Catalogue of Life.